# Qinisile Mabuza
Qinisile Mabuza é uma juíza suazi e foi a primeira mulher juíza nomeada na Suazilândia. Ela também foi a primeira advogada quando foi nomeada em 1978.

## Carreira
Qinisile Mabuza tornou-se na primeira advogada na Suazilândia quando foi admitida em 1978 e se tornou na primeira juíza do sexo feminino no seu país. Em 2010, ela supervisionou uma decisão que deu às mulheres do seu país direitos iguais em propriedade, dizendo que houve tempo suficiente desde a adoção da Constituição da Suazilândia em 2005 "para empreender reformas legais agressivas, especialmente aquelas relacionadas a mulheres que foram marginalizadas ao longo dos anos em muitas áreas da lei ". Ela era a única juíza Swazi do sexo feminino nessa época, embora uma segunda juíza tenha sido entretanto nomeada. Mabuza fez parte de uma equipe de investigação que viajou para a Zâmbia em nome do Tribunal Internacional de Justiça para investigar as circunstâncias em torno da suspensão de três juízes de lá.
A mídia da Suazilândia informou em 2014 que o presidente do Supremo Tribunal, Michael Ramodibedi, emitiu mandatos de prisão contra três juízes e solicitou que a polícia monitorizasse as ações de Mabuza. Isto foi negado, mas disse ser em resposta à sua oposição da nomeação do juiz júnior Mpendulo Simelane. O Rei Mswati III apoiou Mabuza como representante no Tribunal de Justiça do Mercado Comum da África Oriental e Austral (COMESA) em 2015. Isso foi contra o conselho de Ramodibedi, que em vez disso forçou Simelane a representar a Suazilândia na corte. Mabuza foi posteriormente votada como chefe do Tribunal de Primeira Instância do COMESA, em setembro de 2016.